# Ioannis Fetfatzidis
Ioannis Fetfatzidis (griechisch Γιάννης Φετφατζίδης; * 21. Dezember 1990 in Drama) ist ein griechischer Fußballspieler, der aktuell bei Aris Thessaloniki unter Vertrag steht. Seine bevorzugte Position ist das offensive Mittelfeld.

## Karriere

### Verein
Fetfatzidis spielte in der Jugend für Olympiakos Piräus, wo er seit 2009 zum Profikader gehörte. Er debütierte am 31. Oktober 2009 in der Super League, als er beim Spiel gegen Atromitos Athen eingewechselt wurde. Sein erstes Tor schoss er am 16. Oktober 2010 beim Spiel gegen Skoda Xanthi. Mit Olympiakos Piräus wurde er mehrfacher griechischer Meister und Pokalsieger. Im Sommer 2013 unterschrieb Fetfatzidis einen Vierjahresvertrag beim italienischen Erstligisten FC Genua, der vier Millionen Euro für 75 Prozent der Transferrechte an Olympiakos Piräus zahlte. 
Es erfolgten weitere Vereinswechsel, seit Januar 2024 steht er bei Aris Thessaloniki in der griechischen Super League unter Vertrag.

### Nationalmannschaft
Am 8. Oktober 2010 debütierte er in der griechischen Nationalmannschaft, als er beim Spiel gegen Lettland eingewechselt wurde. Am 9. Februar 2011 schoss er beim Spiel gegen Kanada sein erstes Tor.

## Titel und Erfolge

### Verein
- Griechischer Meister 2010/11, 2011/12, 2012/13 mit Olympiakos Piräus
- Griechischer Pokalsieger 2011/12, 2012/13 mit Olympiakos Piräus